# Jó városunk, Párizs
A Jó városunk, Párizs (eredeti címén Paris ma bonne ville) Robert Merle Francia história című regényfolyamának harmadik kötete, mely 1980-ben jelent meg.
Ez a kötet tovább folytatja Pierre de Siorac történetét, ezúttal Párizsban, ahová először kegyelmet kérni megy magának, majd az udvari intrikák részese lesz.

## Történet
|  | Alább a cselekmény részletei következnek! |

Pierre de Siourac, miután elvégezte orvostudományi tanulmányait, párbajban megöli családja régi ellenségét, Bertrand de Fontenac-ot. Mivel ez főbenjáró bűn, Párizsba kell utaznia, hogy kegyelmet kérjen IX. Károly francia királytól. A városban épp ekkor zajlanak Navarrai Henrik és Marguerite de Valois (becenevén Margot) esküvőjének előkészületei. Itt-tartózkodása során Pierre megtapasztalja, mennyire fanatikus katolikus a város lakossága, hogy milyen az iparosok élete, és hogy mi zajlik az udvarban. Hugenottaként nemcsak hogy a szerelmi élete bonyolult (egy katolikus úrhölgybe szerelmes), de az ő élete is veszélybe kerül, különösen a Szent Bertalan éjszakáján kitört mészárlás idején, amelyben kis híján ő is életét veszti. Ebben a kötetben találkozik későbbi sógorával, de Quéribus báróval, valamint Miroulnak köszönhetően, aki egy bérgyilkos holtteste mellett talál egy erszény drágakövet, elég pénze lesz, hogy megvehesse a saját birtokát.
|  | Itt a vége a cselekmény részletezésének! |

## Magyarul
A kötet megjelent az Európa Kiadó gondozásában 1987-ben, 1993-ban, 2000-ben, 2005-ben és 2010-ben, valamint a Helikon Kiadó gondozásában 2019-ben. A könyvet Görög Lívia fordította, a későbbi kiadásokban az eredeti szöveggel Takács M. József vetette össze.

## Fordítás
- Ez a szócikk részben vagy egészben  a   Paris ma bonne ville című francia Wikipédia-szócikk ezen változatának fordításán alapul.  Az eredeti cikk szerkesztőit annak laptörténete sorolja fel. Ez a jelzés csupán a megfogalmazás eredetét és a szerzői jogokat jelzi, nem szolgál a cikkben szereplő információk forrásmegjelöléseként.